# 2. līga
A Segunda Liga da Letônia (em letão: Latvijas Otrā līga, 2. līga) é o terceira nível do futebol nacional da Letônia e é organizada pela Federação Letã de Futebol. 

## Formato
Antes da temporada 2020, era considerada o último nível do futebol letão, mas a partir dessa temporada a 3. līga começou a ser disputada. Na temporada de 2021, 14 clubes jogam entre si apenas uma vez e após essas rodadas se encerrarem, os 4 melhores colocados disputam um mini-torneio de 3 rodadas para definir o campeão e o promovido para a 1. līga.

## Participantes em 2021
- Aliance
- Balvi
- Caramba Riga
- Jēkabpils
- Karosta
- Limbaži
- Mārupes
- Olaine
- Preiļi
- Priekuļi/Cēsis
- Salaspils
- Skantes
- Spēks
- Staiceles Bebri

## Campeões
| Temporada | Campeão                | Vice-campeão            |
| --------- | ---------------------- | ----------------------- |
| 1992      | Vārpa-SCO (Gulbene)    | Smiltene                |
| 1993      | Cerība (Preiļi)        | Lokomotīve (Daugavpils) |
| 1994      | Konvoja pulks (Rīga)   | Dialogs (Jelgava)       |
| 1995      | FK Vecrīga             | Nafta (Ventspils)       |
| 1996      | FK Ozolnieki           | FK Ilūkste              |
| 1997      | Valmieras FK-2         | Auda                    |
| 1998      | Zibens/Zemessardze     | FK Lode                 |
| 1999      | FK Lode                | FK Robežsardze          |
| 2000      | FK Akora (Seda)        | Viola (Jelgava)         |
| 2001      | FC Ditton              | Auda-Neo                |
| 2002      | FK Balvu Vilki         | Nafta (Ventspils)       |
| 2003      | Skonto/Juniors         | Fortūna (Ogre)          |
| 2004      | FK Eirobaltija         | Saldus/Brocēni          |
| 2005      | Miku/UPTK (Liepāja)    | FK Abuls                |
| 2006      | FK Ilūkste             | Olimps                  |
| 2007      | FK Spartaks            | FK Jēkabpils/JSC        |
| 2008      | FK Kauguri-PBLC        | Preiļu BJSS             |
| 2009      | RFS/Flaminko           | FK Ilūkste              |
| 2010      | SFK Varavīksne         | OSC/FK-33               |
| 2011      | Rīnūži/Strong          | SK Upesciems            |
| 2012      | Kuldīgas NSS           | FK Jēkabpils/JSC        |
| 2013      | RTU Futbola centrs     | JFK Saldus              |
| 2014      | FC Caramba/Dinamo      | FK Staiceles Bebri      |
| 2015      | FC Caramba             | FC Nikers               |
| 2016      | Grobiņas SC            | SK Cēsis                |
| 2017      | LDZ Cargo/DFA          | Monarhs/Flaminko        |
| 2018      | FC BetLanes            | FK Krāslava             |
| 2019      | LDZ Cargo/DFA          | Ghetto FC               |
| 2020      | Albatroz SC/FS Jelgava | FK Salaspils            |